# Constel·lació Esportiva
El Constel·lació Esportiva va ser un club andorrà de futbol de la ciutat d'Andorra la Vella. El club començà a la lliga andorrana l'any 1998 i fou el gran dominador de les competicions del país el 2000, guanyant el FC Encamp per 6-0 en el campionat. Això va permetre el club participar l'edició de la Copa de la UEFA de la temporada 2000-01. En aquesta competició, el club s'enfrontà al Rayo Vallecano, que el derrotà per 0-16 en l'agregat.
Aquell estiu, la Federació Andorrana de Futbol acusà el club d'intentar comprar jugadors d'altres equips irregularment, i de no voler repartir els guanys de la Copa de la UEFA amb la lliga de futbol. El club va ser expulsat de la primera divisió (l'únic cas en la lliga andorrana) durant set anys, que provocà la desaparició del club.

## Palmarès
- 1 Lliga andorrana de futbol: 2000[4]

- 1 Copa Constitució: 2000[5]